# Assedio di Tanabe
La battaglia del castello di Tanabe (田辺城の戦い?, Tanabe shiro no tatakai) fu combattuta nel 1600 in Giappone come parte della campagna di Sekigahara.
Allo scoppio delle ostilità diversi leader della coalizione occidentali corteggiarono Hosokawa Yūsai, padre di Tadaoki. Il suo sostegno sarebbe stato di grande aiuto per il morale di entrambe le coalizioni, poiché sebbene fosse vecchio, era uno studioso e poeta di grande fama in tutto il Giappone. Yūsai tuttavia si adirò con Ishida Mitsunari per aver provocato la morte della moglie del figlio Tadaoki, Gracia, e partì immediatamente per il suo castello di Tanabe nella provincia di Tango con la sua guarnigione di 500 uomini, dichiarandosi leale a Tokugawa Ieyasu.
A metà agosto, mentre Ieyasu si trovava ancora a Oyama e presumibilmente si preparava a trattare con Uesugi Kagekatsu, 15 000 uomini leali a Mitsunari circondarono il castello di Tanabe e iniziarono l'assedio.
Ma quella che avrebbe dovuto essere una rapida vittoria per i lealisti si rivelò invece un fallimento. Il rispetto degli avversari verso Yūsai era così grande (molti degli assedianti in realtà erano stati suoi allievi) che il più delle volte si "dimenticavano" di mettere le munizioni nei loro cannoni mentre bombardavano il castello.
Yūsai spedì (con il permesso dell'esercito assediante) all'Imperatore numerosi libri e pergamene che aveva con sé nel castello, alcune di inestimabile valore, per metterle in salvo. L'Imperatore gli rispose con l'ordine di arrendersi così Yūsai, il 19 ottobre, aprì le porte del castello agli assedianti.
Yūsai in seguito si ritirò a Kyoto per dedicarsi alla sua arte, ma anche se si arrese ebbe un ruolo importantissimo nella campagna di Sekigahara; infatti durante i due mesi dell'assedio 15 000 soldati occidentali erano stati tenuti lontani dal campo di battaglia di Sekigahara.